# Microgramma microsoroides
Microgramma microsoroides är en stensöteväxtart som beskrevs av Salino, T.E.Almeida och A. R. Sm. Microgramma microsoroides ingår i släktet Microgramma och familjen Polypodiaceae. Inga underarter finns listade.